# Čaryš
Il Čaryš (in russo  Чары́ш?) è un fiume della Russia siberiana meridionale, affluente di sinistra dell'Ob'. Scorre nella Repubblica dell'Altaj e nel Territorio dell'Altaj. 

## Descrizione
Il Čaryš ha origine sul versante nord-orientale dei monti Korgon (хребет Коргон), una catena degli Altaj.
Il fiume ha una lunghezza di 547 km e un bacino di 22 200. La sua portata media, a 181 km dalla foce all'altezza del villaggio di Beloglazovo, è di 182,37 m³/s. La portata massima di 2 090 m³/s viene raggiunta nel periodo delle inondazioni (da aprile a luglio).
Il fiume scorre dapprima in territorio montuoso, con direzione nord-occidentale, incassato in una valle piuttosto profonda tra i monti Korgon e i monti del Baščelak; uscito dalla zona montuosa, dirige il suo corso verso est/nord-est, scorrendo per un lungo tratto parallelamente al corso del fiume Alej, altro affluente dell'Ob'. Sfocia da sinistra nell'Ob' a monte del villaggio di Ust'-Čaryšskaja Pristan', fra le città di Bijsk e Barnaul.
I suoi principali affluenti sono: Inja, Belaja e Loktevka da sinistra, Maralicha da destra. Il fiume è gelato, mediamente, nel periodo fra dicembre e aprile nell'alto corso, e da novembre nel basso corso. 
Lungo il suo corso si trovano i villaggi di Beloglazovo, Ust'-Kan, Čaryšskoe, Krasnoščëkovo e Ust'-Kalmanka.
Il Čaryš è navigabile per 83 km a monte della foce, verso il villaggio di Ust'-Kalmanka.